# فنتوم رایدر

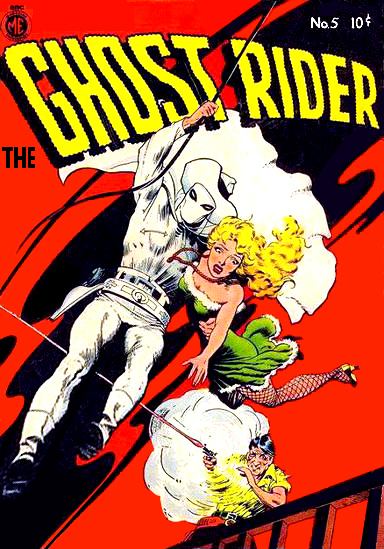
شخصیت خیالی

فنتوم رایدر (به انگلیسی: phantom rider) یک شخصیت خیالی ضدقهرمان، هفت‌تیرکش غرب وحشی در کتاب‌های کامیک منتشر شده توسط مارول کامیکس است. او اولین بار در روح سوار شماره ۱ (فوریه ۱۹۶۷) منتشر شد و توسط گری فردریش، روی توماس و دیک ایرز ساخته شده‌است. این شخصیت در ابتدا تحت عنوان روح سوار نامگذاری شده بود و سپس بعدها با معرفی شخصیت موتورسوار مارول با نام روح‌سوار، به فنتوم رایدر تغییر نام یافت.

## رسانه
در سال ۲۰۰۷ میلادی این شخصیت به نام کارتر اسلید با بازی سام الیوت در فیلم گوست رایدر به کارگردانی مارک استیون جانسون به کار رفت.